# روبرتو فریسانچو
روبرتو فریسانچو (انگلیسی: A. Roberto Frisancho؛ زادهٔ ۴ فوریه ۱۹۳۹) انسان‌شناس زیستی اهل ایالات متحده آمریکا است.
وی همچنین برندهٔ جوایزی همچون برنامه فولبرایت شده‌است.